# Ossip Iwanowitsch Komissarow

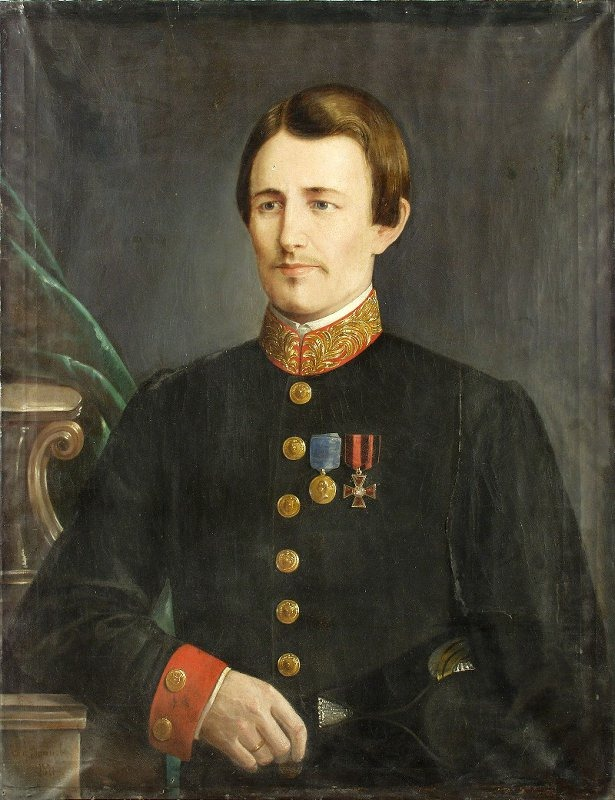
Ossip Iwanowitsch Komissarow (F. Saizew, A. Kibowski zugeordnet, 1871, Wologdaer Kreml)

Ossip Iwanowitsch Komissarow (russisch Осип Иванович Комиссаров; * 1838 in Molwitino; † 1892 im Gouvernement Poltawa) war der russische Lebensretter Kaiser Alexanders II.

## Leben
Komissarows Vater Iwan Alexandrowitsch Komissarow wurde 1858 wegen Diebstahls nach Nasarowo im Gouvernement Jenisseisk verbannt. Seine Frau Jewgenija Iwanowna folgte ihm freiwillig in die Verbannung und starb dort 1865. Traditionellerweise gingen die Bauern aus Molwitino in die großen Städte und nähten Hüte und Mützen. So war der Bauernsohn Komissarow nach St. Petersburg zum Hutmacher Sadow geschickt worden.
Als am 4. Apriljul. / 16. April 1866greg. Komissarow in St. Petersburg am Sommergarten vorbeikam, sah er am Eingangstor eine Equipage, umgeben von einer Menschenmenge. Er hörte, dass die Equipage dem Zaren gehörte, so dass er sich dazustellte. Als Alexander II. zur Equipage kam und seinen Mantel anzog, drängte sich Dmitri Karakosow an Komissarow vorbei und richtete eine Pistole auf Alexander II. Sofort schlug Komissarow Karakosows Hand nach oben, so dass Alexander II. gerettet war. Als die Nachricht sich verbreitete, strömten die Menschen in die Kirchen und beteten für die Gesundheit des Herrschers. Am Abend desselben Tages nahm Komissarow in angemessener Kleidung am Empfang im Winterpalast teil, wo Alexander II. ihn dankbar umarmte und ihm das Wladimirskreuz IV. Klasse und den erblichen Adel mit dem erweiterten Familiennamen Komissarow-Kostromskoi und einer lebenslangen Pension von 3000 Rubel verlieh.
Am 9. Apriljul. / 21. April 1866greg. trug Nikolai Nekrassow im Englischen Klub ein panegyrisches Gedicht auf Komissarow vor mit einem Lob an die Adresse Michail Murawjow-Wilenskis, was Nekarassows Ansehen bei den liberalen Intellektuellen schädigte. Das Kriegsministerium sammelte unter den Offizieren in St. Petersburg 9000 Rubel für ein Haus für Komissarow. Der Moskauer Englische Klub machte ihn zu seinem Ehrenmitglied. Der St. Petersburger Münzhof prägte eine Medaille zur Rettung Alexanders II. am 4. April 1866 mit Komissarows Porträt auf der Rückseite. Der Militärgouverneur des Gouvernements Jenisseisk Pawel Samjatin ließ ein Brustbild Komissarows anfertigen und in der Gouvernementshauptstadt Krasnojarsk in der Adelsversammlung aufhängen. Für das Krasnojarsker Jungengymnasium wurden einige Komissarow-Stipendien vergeben. Die 1865 gegründete Moskauer Technik-Schule für die zweijährige Ausbildung von Kindern armer Eltern und Waisenkindern zu Schneidern, Schuhmachern und Buchbindern erhielt Komissarows Namen (die Schule wurde nach der Oktoberrevolution das 1. Lomonossow-Mechanik-Elektrotechnik-Technikum, 1922 das Moskauer Lomonossow-Mechanik-Elektrotechnik-Institut und schließlich 2015 die Moskauer Polytechnische Universität).
1867 wurde der ehemals leibeigene Komissarow von seinem Vormund General Eduard Totleben als Junker in das Pawlograder 2. Leib-Husarenregiment geschickt. Nach der Entlassung als Rittmeister aus dem Militärdienst 1877 ließ sich Komissarow auf dem ihm verliehenen Landgut im Gouvernement Poltawa nieder und beschäftigte sich mit Gartenbau und Imkerei. Später verfiel er dem Trunk. Er starb im Delirium. Es wurde vermutet, dass er sich in einem Anfall selbst getötet habe.
Das Komissarow-Denkmal in Molwitino stand dort bis zur Oktoberrevolution.

## Ehrungen
- Orden des Heiligen Wladimir IV. Klasse
- Medaille 4. April 1866
- Komturkreuz des Franz-Joseph-Ordens
- Ritterkreuz der Ehrenlegion
- Ehrenbürger von Moskau, Wosnessenski Posad[13] und weiteren Städten